# خط عرض 36° شمال
خط عرض 36° شمال هي إحدى دوائر العرض الجغرافية، وهي دوائر وهمية تحيط بالكرة الأرضية، وموازية لخط الاستواء، وتتميز هذه الدائرة بأن الأراضي الواقعة عليها تنتمي للمنطقة المعتدلة الدفيئة.

## حول العالم
خط عرض 36° شمال يبدأ من خط الزوال الأولي ويتجه شرقا ويمر عبر:
| الإحداثيات                           | البلد أو الإقليم أو البحر | ملاحظات |
| ------------------------------------ | ------------------------- | --- |
| 36°0′N 0°0′E / 36.000°N 0.000°E      | البحر الأبيض المتوسط      | |
| 36°0′N 0°7′E / 36.000°N 0.117°E      | الجزائر                   | |
| 36°0′N 8°18′E / 36.000°N 8.300°E     | تونس                      | |
| 36°0′N 10°31′E / 36.000°N 10.517°E   | البحر الأبيض المتوسط      | مرورا بشمال the جزيرة نموشة, إيطاليا · Passing between the جزر كمونة وجزيرة مالطا, مالطا |
| 36°0′N 23°10′E / 36.000°N 23.167°E   | بحر إيجة                  | Passing between the جزر كيثيرا وأنتيكيثيرا, اليونان · مرورا بشمال Saria Island, اليونان |
| 36°0′N 27°45′E / 36.000°N 27.750°E   | اليونان                   | جزيرة رودس (جزيرة) |
| 36°0′N 27°55′E / 36.000°N 27.917°E   | البحر الأبيض المتوسط      | |
| 36°0′N 35°59′E / 36.000°N 35.983°E   | تركيا                     | هاتاي (محافظة) |
| 36°0′N 36°22′E / 36.000°N 36.367°E   | سوريا                     | |
| 36°0′N 41°17′E / 36.000°N 41.283°E   | العراق                    | |
| 36°0′N 45°21′E / 36.000°N 45.350°E   | إيران                     | |
| 36°0′N 61°10′E / 36.000°N 61.167°E   | تركمانستان                | |
| 36°0′N 63°49′E / 36.000°N 63.817°E   | أفغانستان                 | |
| 36°0′N 71°15′E / 36.000°N 71.250°E   | باكستان                   | خيبر بختونخوا · غلغت-بلتستان - تملكه الهند |
| 36°0′N 76°6′E / 36.000°N 76.100°E    | Shaksgam Valley           | Area administered by جمهورية الصين الشعبية, تملكه الهند |
| 36°0′N 76°48′E / 36.000°N 76.800°E   | جمهورية الصين الشعبية     | سنجان منطقة التبت ذاتية الحكم تشينغهاي قانسو — مرورا بجنوب لانتشو نينغشيا Gansu شنشي شانشي خنان شاندونغ Henan (لحوالي 15 km) Shandong — مرورا بجنوب تشينغداو                                                                                      |
| 36°0′N 120°18′E / 36.000°N 120.300°E | البحر الأصفر              | |
| 36°0′N 126°42′E / 36.000°N 126.700°E | كوريا الجنوبية            | تشنغتشونغ الجنوبية (مقاطعة) جولا الشمالية (مقاطعة) غيونغسانغ الشمالية (مقاطعة) مرورا بشمال دايغو-Palgong Mountain غيونغسانغ الشمالية (مقاطعة) |
| 36°0′N 129°35′E / 36.000°N 129.583°E | بحر اليابان               | |
| 36°0′N 133°1′E / 36.000°N 133.017°E  | اليابان                   | جزيرة تشيبو [لغات أخرى]‏: — شيمانه (محافظة) |
| 36°0′N 133°4′E / 36.000°N 133.067°E  | بحر اليابان               | |
| 36°0′N 135°58′E / 36.000°N 135.967°E | اليابان                   | جزيرة هونشو: — فوكوي (محافظة) — غيفو (محافظة) — ناغانو (محافظة) — غونما (محافظة) − لحوالي 4 km — سايتاما (محافظة) — تشيبا (محافظة) − لحوالي 6 km — إيباراكي (محافظة)                                                                              |
| 36°0′N 140°40′E / 36.000°N 140.667°E | المحيط الهادئ             | |
| 36°0′N 121°30′W / 36.000°N 121.500°W | الولايات المتحدة          | كاليفورنيا نيفادا أريزونا نيومكسيكو تكساس أوكلاهوما أركنساس ميزوري / Arkansas border (approximate) تينيسي كارولاينا الشمالية (مقاطعة ماديسون (كارولاينا الشمالية), لحوالي 14 km) Tennessee (مقاطعة يونيكوا (تينيسي), لحوالي 12 km) North Carolina |
| 36°0′N 75°39′W / 36.000°N 75.650°W   | المحيط الأطلسي            | |
| 36°0′N 5°36′W / 36.000°N 5.600°W     | مضيق جبل طارق             | Passing a few metres south of Punta de Tarifa, إسبانيا - the most southerly point of the European mainland |
| 36°0′N 5°25′W / 36.000°N 5.417°W     | البحر الأبيض المتوسط      | |